# Hippobroma longiflora
Hippobroma longiflora – gatunek rośliny wieloletniej z rodziny dzwonkowatych. Należy do monotypowego rodzaju Hippobroma. Jest endemitem Jamajki, ale rozprzestrzeniony został niemal w całej strefie międzyzwrotnikowej – rośnie introdukowany w Ameryce Północnej sięgając na północy po Florydę i północny Meksyk, w Ameryce Południowej sięga po Boliwię i południowe krańce Brazylii, występuje na Madagaskarze, w południowej i południowo-wschodniej Azji i wyspach Oceanii. Rozprzestrzeniony został jako roślina ozdobna, lecznicza i trująca (zawiera toksyczny sok mleczny).

## Morfologia

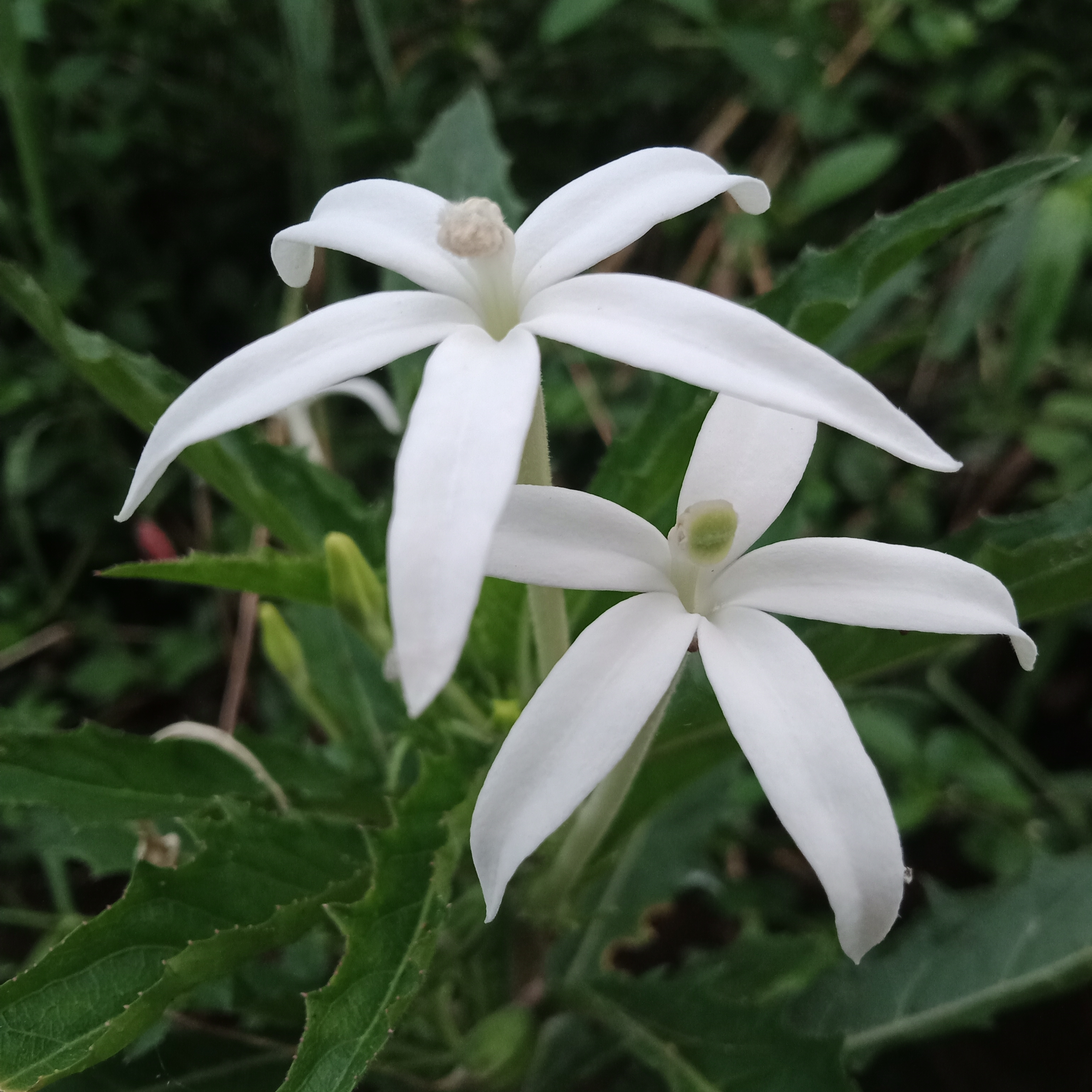

PokrójBylina o wyprostowanym pędzie wysokości do 35 cm. Łodyga jest pojedyncza lub rozgałęziona u nasady, naga lub w górnej części owłosiona.
LiścieSkrętoległe, siedzące lub krótkoogonkowe, o blaszce lancetowatej lub eliptycznej, do 16 cm długości, na brzegu wrębnej i piłkowanej lub ząbkowanej.
KwiatyOkazałe i wonne. Wyrastają pojedynczo z kątów liści osadzone na kosmatych szypułkach długości 3–10 mm, u nasady z dwoma nitkowatymi liśćmi przykwiatowymi. U nasady z kosmatym hypancjum długości do 9 mm, kształtu eliptycznego lub dzwonkowatego. Kielich z równowąskimi, kosmatymi i ząbkowanymi działkami długości od 8 do 19 mm. Rurka korony osiąga do 10 cm długości i zakończona jest 5 jednakowymi, rozpostartymi, eliptycznymi lub równowąskimi łatkami o długości do 2,5 cm. Nitki pręcików tworzą rurkę przylegającą do rurki korony. Pylniki zakończone są kępkami sztywnych włosków.
OwoceTorebki jajowate do eliptycznych, gęsto owłosione, o długości do 15 mm i szerokości do 12 mm, otwierające się dwiema klapami. Nasiona jasno- lub czerwonobrązowe, eliptyczne lub walcowate, nieco spłaszczone, o długości do 0,7 mm, z łupiną siateczkowatą.

## Systematyka
Pozycja systematyczna
Rodzaj w obrębie rodziny dzwonkowatych Campanulaceae klasyfikowany jest do podrodziny Lobelioideae. Z molekularnych analiz filogenetycznych wynika, że takson ten miał wspólnego przodka z gatunkami z północnoamerykańskiej sekcji Tylomium rodzaju lobelia Lobelia (jego wyodrębianie czyni z tej sekcji takson parafiletyczny).